# مارسيلو تاباريز
مارسيلو تاباريز (بالإسبانية: Marcelo Tabárez)‏ هو لاعب كرة قدم أوروغواياني في مركز الهجوم، ولد في 10 فبراير 1993 في مونتفيدو في الأوروغواي. لعب مع نادي دانوبيو.

## وصلات خارجية
- مارسيلو تاباريز على موقع قاعدة بيانات كرة القدم.إي يو (الإنجليزية)
- مارسيلو تاباريز على موقع Soccerway.com (الإنجليزية)
- مارسيلو تاباريز على موقع AS.com (الإسبانية)